# Hans-Otto Mayer
Hans-Otto Mayer (* 28. August 1903 in Stuttgart; † 22. Februar 1983 in Düsseldorf) war ein deutscher Buchhändler. Er war ein bedeutender Sammler von Thomas Manns Werken.

## Leben
Der Fabrikantensohn Mayer studierte an der Eberhard-Karls-Universität Geschichte und Germanistik. Am 26. April 1922 wurde er im Corps Rhenania Tübingen aktiv. Er bewährte sich zweimal als Senior und focht zehn Schläger- und vier Säbelpartien. Berühmt wurde er als Sekundant von 499 Mensuren. Mit einer Doktorarbeit über August Ludwig Reyscher wurde er 1926 zum Dr. phil. promoviert. 1923 war er bei Paul Erpf in der Julius Weise’schen Hofbuchhandlung in Stuttgart als Lehrling und später als Werkstudent tätig. 1927 schloss er in Stuttgart die Ausbildung zum Buchhändler ab. 1932 wurde er Geschäftsführer des Verlags Langewort in Berlin, von 1933 bis 1937 war er Vorstandsmitglied bei der „Deutschen Verlagsanstalt Universitas“ in Berlin. Nach der Übersiedlung nach Düsseldorf 1938 begann er als Prokurist in der „Schrobsdorff’schen Buchhandlung“ an der Königsallee (Düsseldorf), die er 1943 übernahm. Von 1940 bis 1945 nahm er am Zweiten Weltkrieg teil, zuletzt als Hauptsturmführer der Waffen-SS. Nachdem er von 1945 bis 1948 in US-amerikanischer Gefangenschaft gewesen war, führte er die Buchhandlung fort. 1981 verkaufte er sie.
Aus der durch die Lektüre der Buddenbrooks geweckten Faszination für Thomas Mann sammelte Mayer zunächst im Buchhandel verfügbare Ausgaben, dann auch Privat- und Pressedrucke und signierte Ausgaben. Als in der Nachkriegszeit in Deutschland die Werke Thomas Manns wieder verfügbar wurden, baute er seine Sammlung systematisch aus. Sie umfasst über 6.000 Bände, 15.000 Zeitschriftenhefte und über 25.000 Ausschnitte und Dokumente zu Leben und Werk Thomas Manns. Die in den Privaträumen entstandene Sammlung bildet die Grundlage der Thomas Mann-Gesellschaft Düsseldorf. Thomas Mann selbst soll gesagt haben, Mayer habe mehr Bücher von ihm, als er selbst besitze.

## Ehrungen
- Eisernes Kreuz II. Klasse[4]
- Eisernes Kreuz I. Klasse[4]
- Infanterie-Sturmabzeichen[4]
- Tapferkeits- und Verdienstauszeichnung für Angehörige der Ostvölker 1. Klasse in Silber[4]
- Kriegsverdienstkreuz (1939) 2. Klasse mit Schwertern[4]
- Kriegsverdienstkreuz (1939) 1. Klasse mit Schwertern[4]
- Medaille Winterschlacht im Osten 1941/42[4]
- Friedrich-Perthes-Medaille des Börsenvereins des Deutschen Buchhandels (1968)
- Ehrendoktor der Philosophischen Fakultät der Universität Düsseldorf (1973)[6]

## Werke
- mit Ursula Mayer: Hundertfünfundzwanzig Jahre Schrobsdorff’sche Buchhandlung Düsseldorf 1840–1965. Stuttgart 1965
- Ein Leben mit Thomas Mann. Stockholmer Koordinationsstelle z. Erforschung d. Deutschsprachigen Exil-Literatur am Dt. Inst. d. Univ. Stockholm, Stockholm 1973.
- mit Hans Bürgin: Die Briefe Thomas Manns. 5 Bände. Frankfurt am Main, 1977–1987.
- mit Hans Bürgin: Thomas Mann – eine Chronik seines Lebens. Frankfurt am Main 1965.